# Vinska regija Šampanja
Vinska regija Šampanja (francosko Vignoble de Champagne] je vinska regija v zgodovinski pokrajini Šampanji na severovzhodu Francije. Območje je najbolj znano po proizvodnji penečega belega vina, ki nosi ime regije. Zakonodaja EU in zakoni večine držav rezervirajo izraz šampanjec izključno za vina, ki prihajajo iz te regije, ki leži približno 160 km vzhodno od Pariza. Vinogradniške meje Šampanje (appellation d'origine contrôlée – AOC – zaščitena oznaka porekla) so pravno opredeljene in razdeljene na pet vinogradniških območij v zgodovinski pokrajini: Aube, Côte des Blancs, Côte de Sézanne, Montagne de Reims in Vallée de la Marne. Mesti Reims in Épernay sta trgovska centra tega območja. Reims je znan po svoji stolnici, kraju kronanja francoskih kraljev in Unescove svetovne dediščine. 
Zgodovina šampanjske vinske regije na severnih robovih Francije, je imela pomembno vlogo pri razvoju tega edinstvenega okoliša. Bližina območja Pariza je spodbudila gospodarski uspeh regije v trgovini z vinom, so pa so vasi in vinogradi postavljeni na poti vojaških pohodov v francosko prestolnico. Kljub pogostosti teh vojaških spopadov je regija v zgodnjem srednjem veku razvila sloves kakovostne proizvodnje vina in je lahko nadaljevala s tem ugledom, saj so proizvajalci v regiji začeli s penečim vinom s prihodom velikih šampanjskih hiš v 17. in 18. stoletju. stoletja. Glavno grozdje, ki se prideluje v regiji je chardonnay, modri pinot (Pinot noir) in pinot meunier. Modri pinot je najbolj razširjeno grozdje v regiji Aube in zelo dobro raste v Montagne de Reims. Pinot Meunier je prevladujoče grozdje v regiji Vallée de la Marne. Côte des Blancs je skoraj izključno namenjen chardonnayju. 

## Geografija in podnebje
Provinca Šampanja leži blizu severnih meja vinskega sveta ob 49. vzporedniku. Velika nadmorska višina in povprečna letna temperatura 10 ° C ustvarja težko okolje za vino, ki polno dozori. Zorenje podpira prisotnost gozdov, ki pomagajo stabilizirati temperature in ohranjajo vlago v tleh. Hladne temperature omogočajo visoko stopnjo kislosti v nastalem grozdju, ki je idealna za peneče vino. 
Med rastno dobo je srednja julijska temperatura 18 ° C. Povprečna letna količina padavin je 630 mm in 45 mm v času žetve v mesecu septembru. Skozi vse leto se morajo pridelovalci zavedati nevarnosti glivičnih bolezni in zgodnje spomladanske zmrzali. 
Starodavni oceani so za sabo pustili usedline s kredo, ko so se umaknili pred 70 milijoni let. Potresi, ki so to območje pretresali pred več kot 10 milijoni let, so potisnili morske usedline belemitnih fosilov na površje, da bi ustvarili belemitni teren. Belemniti v tleh omogočajo, da tla absorbirajo toploto sonca in jo postopoma sproščajo ponoči, kot tudi dobro drenažo. Ta zemlja prispeva k lahkotnosti in finosti, ki je značilna za vina Šampanje. Območje Aube je izjema s pretežno glinastimi tlemi. Kreda se uporablja tudi pri gradnji podzemnih kleti, ki omogočajo, da se vina ohladijo skozi proces zorenja v steklenicah.

## Zgodovina
Obdobju Karolingov je bilo obdobje blagostanja za regijo Šampanjo, ki se je začela s spodbudo Karla Velikega, da začne območje saditi vinsko trto in to nadaljevati s kronanjem njegovega sina Ludvika Pobožnega v Reimsu. Tradicija kronanja kraljev v Reimsu je prispevala k ugledu vin, ki so prihajala s tega območja.  Grofje Šampanje so vladali na tem območju kot samostojna grofija od leta 950 do 1316. Leta 1314 je zadnji šampanjski grof prevzel prestol kot francoski kralj Ludvik X. in je regija postala del kronskih ozemelj.

### Vojaški spopadi
Lokacija Šampanje je imela pomembno vlogo v njenem zgodovinskem pomenu, saj je služila kot križišče vojaških in trgovskih poti. Zaradi tega je bilo območje odprto za opustošenja in uničevanja med vojaškimi spopadi, ki so se pogosto dogajali na tem območju. Leta 451 so v bližini Châlons-en-Champagne Atila in Huni porazili rimske legije z zavezniki Franki in Vizigoti. Ta poraz je bil prelomnica v invaziji Hunov na Evropo. 
V stoletni vojni so ozemlje večkrat opustošile in uničile bitke. Opatija Hautvillers, vključno z vinogradi, je bila uničena leta 1560 med versko vojno med hugenoti in katoličani. Sledili so konflikti med tridesetletno vojno in državljansko vojno Fronda, kjer so vojaki in plačanci držali območje v okupaciji. Šele v 1660-ih, v času vladanja Ludvika XIV., je ta regija dočakala dovolj miru, da je omogočil napredek pri proizvodnji penečih vin. 

### Zgodovina pridelave vina
Ugled regije za proizvodnjo vina sega v srednji vek, ko je papež Urban II. (vladal 1088-1099), domačin iz Šampanje, izjavil, da je vino iz kraja Aÿ v departmaju Marne najboljše vino, proizvedeno na svetu. Nekaj časa je bil Aÿ uporabljen kot stenografska oznaka za vina iz celotne regije Šampanja, podobno kot uporaba Beaune za vina iz Burgundije.  Delo pesnika Henryja d'Andelija La Bataille des Vins je vina iz mest Epernay, Hautvillers in Reims ocenilo kot ene najboljših v Evropi. Ko se je regiji povečal ugled, so papeži in plemiči iskali lastne dele zemlje, na primner papež Leon X., kralj Franc I., španski kralj Karel V. in angleški kralj Henrik VIII., ki so imeli v tej regiji vinogradniško zemljišče. Serija vin iz Aÿa, ki jo je leta 1518 prejel kancler Henrika VIII., kardinal Thomas Wolsey, je prvi zabeležen izvoz vina iz regije Šampanja v Anglijo. 
V Parizu so vina s tega območja zelo cenjena pod poimenovanjem vins de la rivière ('vina rek') in vins de la montagne ('vina gora') glede na gozdni teren in reko Marno, ki je vina prenesla do Sene in v Pariz.  Regija je tekmovala s Burgundijo za trgovino s flamskimi vini in poskušala izkoristiti lokacijo Reimsa na trgovski poti iz Beaunea. V 15. stoletju so na tem območju močno zasadili modri pinot. Nastalo rdeče vino je imelo težave v primerjavi z bogastvom in obarvanostjo burgundskih vin, kljub dodajanju bezga za poglobitev barve. To je privedlo do večje osredotočenosti na bela vina.
Šampanjska hiša Gosset je bila ustanovljena leta 1584 kot proizvajalec vina in je najstarejša šampanjska hiša, ki še danes deluje. Ruinart je bil ustanovljen leta 1729 in kmalu so mu sledili Chanoine Frères (1730), Taittinger (1734), Moët et Chandon (1743) in Veuve Clicquot (1772).
V 19. stoletju je prišlo do eksplozivne rasti proizvodnje šampanjca z regionalno proizvodnjo 300.000 steklenic leta 1800 na 20 milijonov steklenic leta 1850. 

### Rivalstvo z Burgundijo
Velik vpliv na proizvodnjo vina v Šampanji je imelo stoletja staro rivalstvo med regijo in Burgundijo. Od ključnega pariškega trga do palače Ludvika XIV. v Versaillesu bodo zagovorniki Šampanje in Burgundije tekmovali za prevlado. Večji del svojega življenja je Ludvik XIV. ob podpori svojega zdravnika Antoina d'Aquina, ki je zagovarjal pijačo Šampanje z vsakim obrokom v dobro svojega zdravja, pil samo vino iz Šampanje. Ko je kralj ostarel in so se njegove bolezni povečale, so konkurenčni zdravniki predlagali alternativno zdravljenje z alternativnimi vini, da bi pomirili kraljeve bolezni. Eden od teh zdravnikov, Guy-Crescent Fagon, se je dogovoril s kraljevo ljubico, da je izključil d'Aquina in se sam imenoval za kraljevega zdravnika. Fagon je kralju hitro pripisal bolezen vinu iz Šampanje in odredil, da se za kraljevsko mizo pije samo burgundsko vino. 
Ta razvoj je vplival na celotno regijo in na pariške trge. Tako Šampanja kot Burgundija sta bili globoko zaskrbljeni zaradi "zdravilnih" ugledov svojih vin, tudi če bi plačevali študente medicine, da bi napisali teze, ki se ukvarjajo z zdravstvenimi koristmi njihovih vin. Te teze so bile nato uporabljene kot reklamne brošure, ki so bile poslane trgovcem in strankam. Medicinska fakulteta v Reimsu je objavila več dokumentov, s katerimi je zavrnila trditev Fagona, da je burgundsko vino bolj zdravo kot šampanjsko. V odgovor so burgundski vinarji najeli zdravnika Jean-Baptistea de Salinsa, dekana medicinske šole v Beauneu, da bi govoril v dvorani na pariški medicinski fakulteti. Salins je pozitivno govoril o temni in močni naravi burgundskega vina in jo primerjal z bledo rdečo barvo šampanjskega in "nestabilnostjo" vina, da bi potoval na velike razdalje in pomanjkljivosti mehurčkov, ko bi prišlo do sekundarne fermentacije. Besedilo njegovega govora je bilo objavljeno v časopisih in letakih po vsej Franciji in je imelo škodljiv učinek na prodajo šampanjca. 
Vojna besed se je nadaljevala še 130 let z neskončnimi komentarji zdravnikov, pesnikov, dramatikov in avtorjev, ki so zagovarjali, da se njihova priljubljena regija in njihova polemika ponavljajo v oglasih za Burgundijo in Šampanjo. Nekajkrat sta bili regiji na robu državljanske vojne. Prelomnica se je zgodila, ko je več proizvajalcev šampanjskih vin opustilo prizadevanja za proizvodnjo rdečega vina v prid osredotočanju na izkoriščanje šumeče narave penečega šampanjca. Ker so mehurčki postajali bolj priljubljeni, so zdravniki po vsej Franciji in Evropi komentirali zdravstvene koristi penečih mehurčkov, ki naj bi zdravili malarijo. Ker so vinarji Šampanje začeli s tem novim in povsem drugačnim vinom, se je rivalstvo s Burgundijo mehčalo in nazadnje oslabilo. 

## Klasifikacija in predpisi o vinogradih
Leta 1927 so bile vinogradniške meje Šampanje pravno opredeljene in razdeljene na pet vinogradniških okrožij - Aube, Côte des Blancs, Côte de Sézanne, Montagne de Reims in Vallée de la Marne. To območje obsega 33.500 hektarjev vinogradov okoli 319 vasi, v katerih živi 5000 pridelovalcev, ki proizvajajo svoje vino in 14.000 pridelovalcev, ki prodajajo le grozdje. Regija naj bi se v bližnji prihodnosti razširila in vključila 359 vasi. 
Različni okraji proizvajajo grozdje z različnimi značilnostmi, ki jih mešanice šampanjskih hiš ustvarjajo v različnih hišnih slogih. Pinoti Montagne de Reims, ki so zasajeni na severnih pobočjih, so znani po visoki vsebnosti kisline in rahlosti, ki jo dodajo mešanici. Grozdje na jug obrnjenem pobočju daje več moči in narave. Grozdje po okrožju prispeva k vonju in okusu. Izobilje južnih pobočij v Vallée de la Marne proizvaja zrela vina s polno aromo. Grozdje Côte des Blancs je znano po svoji finosti in svežini, ki jo dodajajo mešanicam s podaljškom bližnje Côte de Sézanne, ki ponuja podobne, vendar nekoliko manj značilne lastnosti.
Leta 1942 je bil ustanovljen Comité Interprofessionnel du Vin de Champagne (CIVC), katerega namen je bil zaščititi ugled in tržno moč Šampanje ter vzpostaviti in spremljati predpise za proizvodnjo vinogradov in metode vinifikacije. Šampanja je edino območje, ki lahko iz svojih etiket izključi AOC ali Appellation d'Origine Contrôlée ('zaščitena označba porekla’).
Za vsako letnik je CIVC ocenil vasi na območju glede na kakovost grozdja in vinogradov. Ocena je bila nato uporabljena za določitev cene in odstotka cene, ki jo dobijo pridelovalci. Vinogradi z oznako Grand Cru so prejeli 100-odstotno oceno, ki je pridelovalcu dodelila 100 % cene. Premier Crus so bili vinogradi z oceno 90–99 %, medtem ko je Deuxième Crus prejel 80–89 % ocen. Po pravilih navajanja je mogoče stisniti okrog 4000 kilogramov grozdja, da se ustvari do 673 galon (2,550 L ali 3 060 L) taille. Prvih 541 galon (2.050 L ali 2.460 L) so cuvée, naslednjih 132 galon (500 L ali 600 L) pa predhodno dovoljeno. Za vintage šampanjec mora 100 % grozdja izvirati iz tega letnika, medtem ko je nevintage, mešanica letnikov. Vintage šampanjec mora preživeti najmanj tri leta staranja. Ni predpisov o tem, kako dolgo mora biti na svojih drožeh, vendar pa nekatere premier šampanjske kleti zadržujejo svoja vina na drožeh za več kot pet do deset let. Šampanjec, ki ni staran, mora imeti najmanj 15 mesecev staranja, vendar najmanj 12 mesecev na drožeh. Večina šampanjskih hiš obdrži svoja vina na drožeh skozi ves čas staranja, saj je to zato steklenica dražja. 

## Proizvodnja, razen penin
Čeprav v regiji dominira proizvodnja šampanjca, to ni edini izdelek, ki je narejen iz grozdja v regiji. Nepeneča vina, kot so tista, narejena okoli vasi Bouzy, se prodajajo pod oznako Coteaux Champenois. V regiji je tudi označba Rosé des Riceys. Regionalni liker se imenuje Ratafia de Champagne. Ker je dobiček pri proizvodnji penečega šampanjca iz grozdja v regiji veliko večji, je proizvodnja teh penin in alkoholiziranih vin zelo majhna.
Tropine iz stiskanja grozdja se uporabljajo za izdelavo žganja Marc de Champagne, v tem primeru proizvodnja ne konkurira proizvodnji šampanjca, saj so tropine stranski proizvod pridelave vina.